# Гръбначен мозък
Гръбначният мозък (на латински: medulla spinalis, на гръцки: myelon) е дял на централната нервна система, разположен в канала на гръбначния стълб.

## Обща анатомия
Гръбначният мозък е изграден от множество нервни клетки (неврони), подредени по специфичен начин.

### Външно устройство
- Гръбначният мозък в гръбначния стълб; в червено са отбелязани гръбначните артерии
- Разрез през цервикалните нива на ГМ
- 1. Ligamentum denticulatum, 2. Arachnoidea mater spinalis, 3. Dura mater spinalis, 4. Arteria spinalis anterior, 5. Nervus spinalis, Radix anterior.

- В центъра на гръбначния стълб по цялата дължина на гръбначния мозък се простира канал, който е изпълнен с гръбначно-мозъчна течност, близка по състав на кръвната плазма и обвиващ отвсякъде гръбначния мозък.
- Дължината на гръбначния мозък е около 40 – 45 см, тежи около 30 г и наподобява връв, дебела около 1 см.
- Горният край на гръбначния мозък преминава в продълговатия мозък, а в долния край завършва конусообразно (лат. conus medullaris) на равнището на втория поясен прешлен, откъдето излизат голям брой нервни влакна образуващи конската опашка – лат.: cauda equina. По дължината на гръбначния мозък са разположени две бразди – предна (вентрална) и задна (дорзална), които го разделят на две симетрични половини.

### Обвивки
Латинската дума за мозъчна обвивка е meninges (от meninx – ципа). Първоначално било установено, че външната част на мозъчната обвивка е по-дебела и затова била наречена pachymeninx (от pachy – дебел и meninx – ципа), а от вътрешната страна е по-тънка и тази част била наречена leptomeninges (от leptos – тънък, нежен и meninx – ципа). Впоследствие се установило, че тази по-тънка вътрешна обвивка всъщност са две отделни мозъчни обвивки. Така се определило, че гръбначният мозък, както и главният мозък, има три обвивки. Външната обвивка се нарича твърда (лат. dura mater, от durum – твърд и mater – майка) и се състои от плътна съединителна тъкан. Средната обвивка е много тънка и за това се нарича паяжинообразна (лат. arachnoidea, от arachne – паяк и -eides – подобен). Вътрешната мозъчна обвивка – мека мозъчна обвивка (лат. pia mater, от pia – нежен и mater – майка) – е плътно прилепнала към повърхността на гръбначния мозък. Тя е богата на кръвоносни съдове. Пространствата между паяжиновидната и меката мозъчна обвивка са изпълнени с гръбначномозъчна течност (ликвор). Гръбначният мозък е добре защитен от костния скелет, от мозъчните обвивки и от гръбначномозъчната течност. Те го предпазват от удари и от сътресения.

### Градивни тъкани
Гръбначният мозък е изграден от бяло вещество (лат. substantia alba) и сиво вещество (лат. substantia grisea), като за разлика от централния мозък бялото вещество е на повърхността, а сивото в серцевината (във вътрешността). Сивото вещество се формира от близкото разположение на телата на голям брой неврони, а бялото вещество – от техните дълги израстъци. Бялото вещество обвива като мантия сивото. „Крилата“ на сивото вещество са разделени на два предни и два задни рога.

### Сегментация
Разделен е на 31 различни сегмента. При всеки сегмент излизат чифт гръбначни нерви (смесени; сетивни и моторни). 6 – 8 моторни коренчета се разклоняват от левите и десните вентролатерални бразди по строго организиран начин. Коренчетата се комбинират и формират нервни корени. По подобен начин от лявата и дясната дорзолатерална бразда се формират сетивни нервни корени. Вентралните (моторни) и дорзалните (сетивни) корени се сливат, за да формират гръбначните нерви (смесени; моторни и сетивни), по един чифт за всеки прешлен на гръбначния стълб. Гръбначните нерви, с изключение на цервикалните, на ниво C1 и C2, се формират в междупрешленни форамени. Границата между централната (ЦНС) и периферната нервна система (ПНС) е видима при всеки сегмент. Коренчетата са началото на ПНС.
- Тридесетте и един сегмента се подразделят така:

8 цервикални (шийни), образуващи 8 чифта цервикални нерви
12 тораксови (гръдни), образуващи 12 чифта тораксови нерви
5 лумбални (поясни), образуващи 5 чифта лумбални нерви
5 сакрални (кръстцови), образуващи 5 чифта сакрални нерви
1 кокцигиален (опашен), образуващ 1 чифт кокцигиални нерви
При възрастните ГМ свършва приблизително на нивото на L1/L2 лумбални прешлени с формацията конус медуларис. Макар да свършва на това ниво, нервите, произхождащи от сакралните и лумбалните сегменти, излизат на нивото на съответните им прешлени. Минавайки от изходящата си точка през терминалната точка (конус медуларис) на ГМ, всички тези нерви формират конската опашка.
- В два участъка на ГМ се наблюдава уголемяване:

Цервикално удебеляване – около брахиалния плексус, инервиращ горните крайници и включва сегменти от C4 до T1.
Лумбосакрално удебеляване – около лумбосакралния плексус, инервиращ долните крайници и включващ сегментите от L2 до S3, и намиращ се анатомично на нивото на гръбначните прешлени от T9 до T12.

## Функции
Гръбначният мозък има две основни функции – проводна и рефлексна. Проводната функция се състои в осъществяването на двупосочна връзка с главния мозък, а рефлексната функция в координирането на дейността на различни органи.

### Проводна
Проводната функция се осъществява от възходящите и низходящите пътища на бялото мозъчно вещество. ГМ има 31 сегмента, като от всеки сегмент излиза една двойка гръбначно-мозъчни нерви, които образуват предно и задно коренче. Задното коренче е изградено от централния (късия) израстък на гръбначномозъчните възли. Те са сетивни и навлизат в задния рог на сивото мозъчно вещество. Периферния (дългия) израстък осъществява контакт с даден рецептор, който може да бъде разположен в кожата, мускулите, ставите или сухожилията. Чрез тях нервният импулс се предава на късите израстъци и от там на сивото мозъчно вещество. Аксоните на свързващите нервни клетки предават нервния импулс до предното рогче и от там до главния мозък. Предното коренче е изградено от аксоните на двигателните нервни клетки в предния (двигателния) рог на сивото мозъчно вещество. По тях нервният импулс получен от свързващите неврони и от главния мозък отива до реагиращия орган.
Когато продълженията на сетивния и двигателния неврон се съберат, те образуват така наречения смесен нерв. Всеки от невроните има собствена обвивка (невролема) и освен това двата заедно имат още една трета обща допълнителна невролема, облечена в миелин, посредством Шван-клетки.

### Рефлекс
Рефлексът е ответна реакция на организма при дразнене от външната или вътрешната среда, осъществена от нервната система. Анатомичната основа на рефлекса е рефлексната дъга. Тя се състои от:
1. Рецептори – те могат да бъдат клетки или израстъци на неврони. Рецепторите възприемат дразненията от външната или вътрешната среда и ги превръщат в нервен импулс, възприемат разнообразни дразнения. Имат висока възбудимост.
2. Сетивните нерви възприемат нервния импулс от рецепторите и го провеждат до нервния център.
3. Нервният център представлява струпване от нервни клетки в различни участъци от централната нервна система. В него получената информация се подрежда, анализира и обработва.
4. Двигателният неврон (моторен неврон, нерв) приема нервни импулси (заповеди за действие) от ЦНС и ги провежда под формата на нервен импулс до изпълнителния орган (всеки орган реагира по строго определен начин)
5. Изпълнителният орган осъществява ответната реакция, в зависимост от това дали е част от вегетативната нервна система (неволева) или соматичната нервна система (волева).

## Нервни трактове
Състои се от аксони (нервни влакна), които образуват два вида пътища (трактове): възходящи (сетивни, сензорни) към главния мозък и низходящи (моторни) от главния мозък до изпълнителния орган. По форма при напречен разрез наподобява пеперуда с разперени крила.

## Патологични увреждания

### Травма: пара- и квадриплегия
Травма на гръбначния мозък може да прекрати комуникацията на периферната с централната нервна система под нивото на повредата. Параплегията е засягането на краката, а квадриплегията парализа и на четирите крайника.

### Оплитане
Усукване на ГМ в съединителна тъкан най-често заедно със спина бифида. Всеки пациент със спина бифида има усукване, но не всеки има симптоми.

### Синдром на Гилен-Барѐ
Синдромът на Гилен-Барѐ (СГБ) е вирусно заболяване с неизвестен причинител: достига се до сериозна прогресивна невропатия, характеризираща се с мускулна слабост и в крайни случаи парализа на диафрагмата. Ако пациентът в напреднала степен не е поставен на командно дишане, болестта може да е смъртоносна. 1,5 – 8% от пациентите умират от СГБ. 